# Acartophthalmus
Acartophthalmus (лат.) — род двукрылых насекомых из подотряда короткоусых (Brachycera). Единственный представитель семейства Acartophthalmidae. Название происходит от греческих слов άποκειρσφαι, — «бритый», ὀφθαλμός, — «глаз» и μψῖα, — «муха».

## Внешнее строение
Серые мухи с удлинённым телом длиной до 2 мм. Постоцеллярные щетинки расходящиеся, вибрисс нет. На вершине голеней на дорсальной стороне щетинки отсутствуют. Костальная жилка имеет перелом только при впадении плечевой жилки. Анальная ячейка закрытая. Яйцеклад у самок не склеротизированый.

## Биология
Живут в лесных местообитаниях. Личинки развиваются в органических остатках растительного и животного происхождения, в том числе грибах, гниющей древесине, трупах и навозе.

## Классификация
В состав семейства Acartophthalmidae входит один род. В этом семействе был изначально описан ископаемый род Acartophthalmites, обнаруженный в балтийском янтаре (56—33,9  млн лет), однако по ряду признаков он ближе к Clusiidae. В 2021 году было описано новое семейство Clusiomitidae, куда помещены роды Acartophthalmites и Clusiomites.
- Acartophthalmus bicolor Oldenberg, 1910
- Acartophthalmus coxata (Zetterstedt, 1848)
- Acartophthalmus latrinalis Ozerov, 1986
- Acartophthalmus nigrinus (Zetterstedt, 1848)
- Acartophthalmus pusio Frey, 1947

## Распространение
Распространение ограничено Голарктикой.